# Korzet

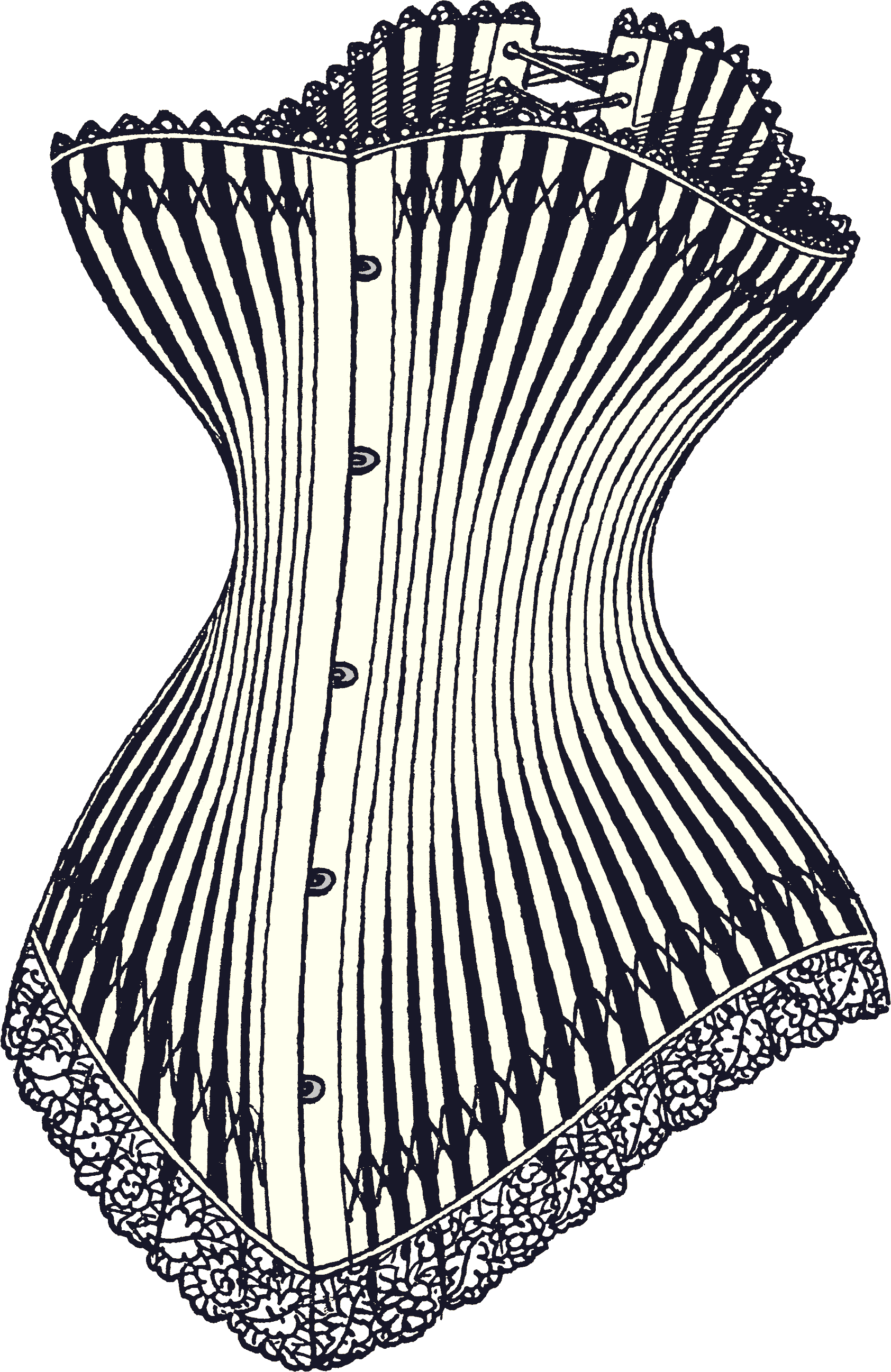
Korzet

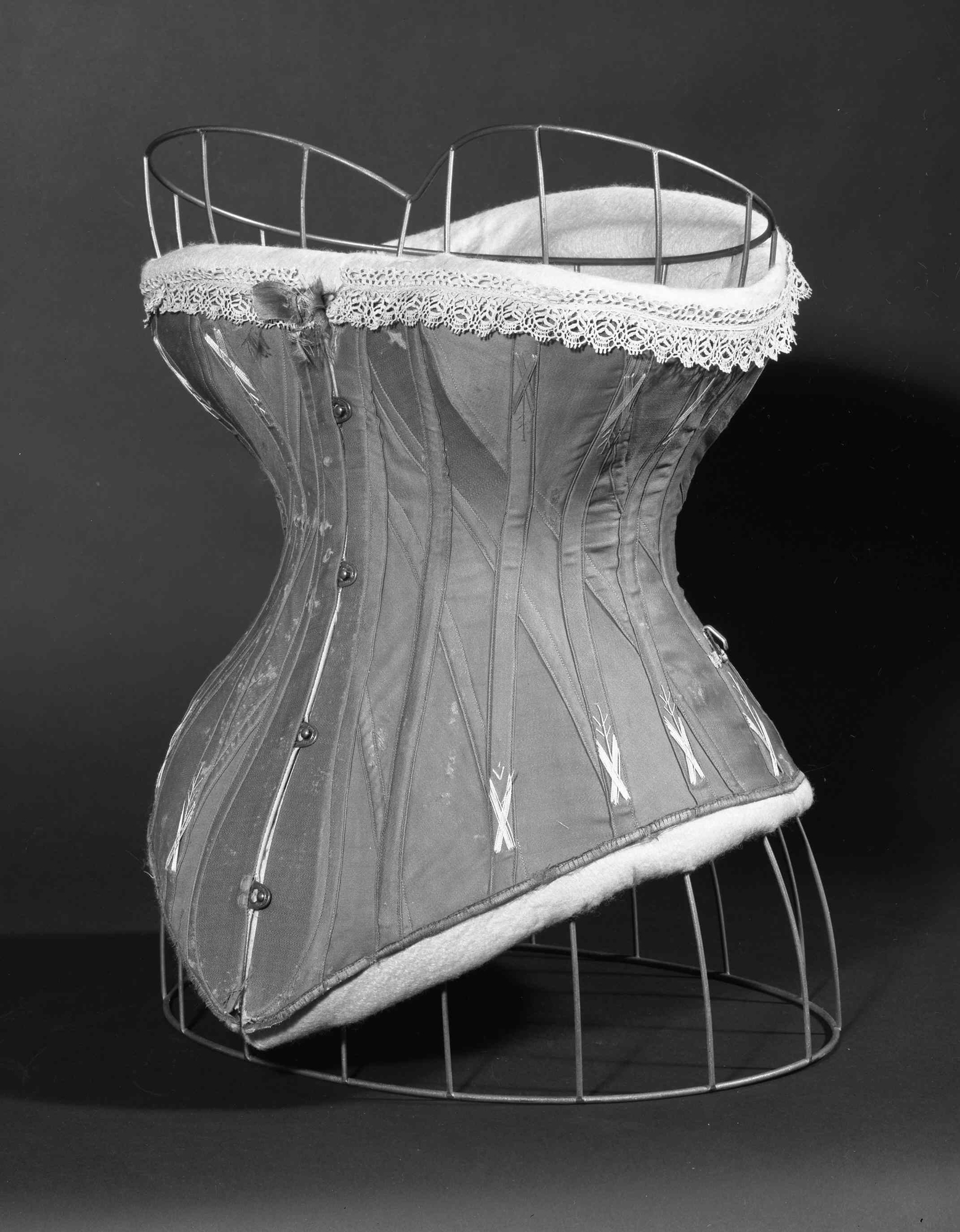
Korzet na drátěné figuríně

Korzet (šněrovačka) je součást ženského spodního prádla, která kombinuje funkci podprsenky a podvazkového pásu. Jeho funkcí je stažení trupu z estetických či zdravotních důvodů. Korzety se používají jako spodní prádlo, módní doplňky a zdravotní pomůcky. Nosí je muži i ženy, ačkoli u žen je jejich nošení obvyklejší.
V poslední době se termín „korzet“ začal v módním průmyslu používat jako označení pro části oděvu, které do různé míry napodobují zjev tradičního korzetu, aniž by plnily jeho funkci. Tyto moderní ‘korzety’ a korzetové živůtky mají šněrování a kostice a často imitují vzhled historických korzetů, ale zpravidla nemají (téměř) žádný vliv na tvar těla svého nositele. Korzet v pravém slova smyslu obvykle pochází z dílny korzetiéra a bývá šitý na míru.
V některých obdobích historie (například rokoko, či 19. století) docházela móda stahování těla do takových extrémů, že ženám, které korzety příliš těsně utahovaly, hrozilo ohrožení na zdraví a poškození vnitřních orgánů.

## Etymologie
Slovo korzet pochází ze starofrancouzské zdrobněliny corps (tělo), která je odvozená z latinského corpus. Specializovaný výrobce korzetů se nazývá korzetiér (z francouzského corsetier).

## Použití

### Móda

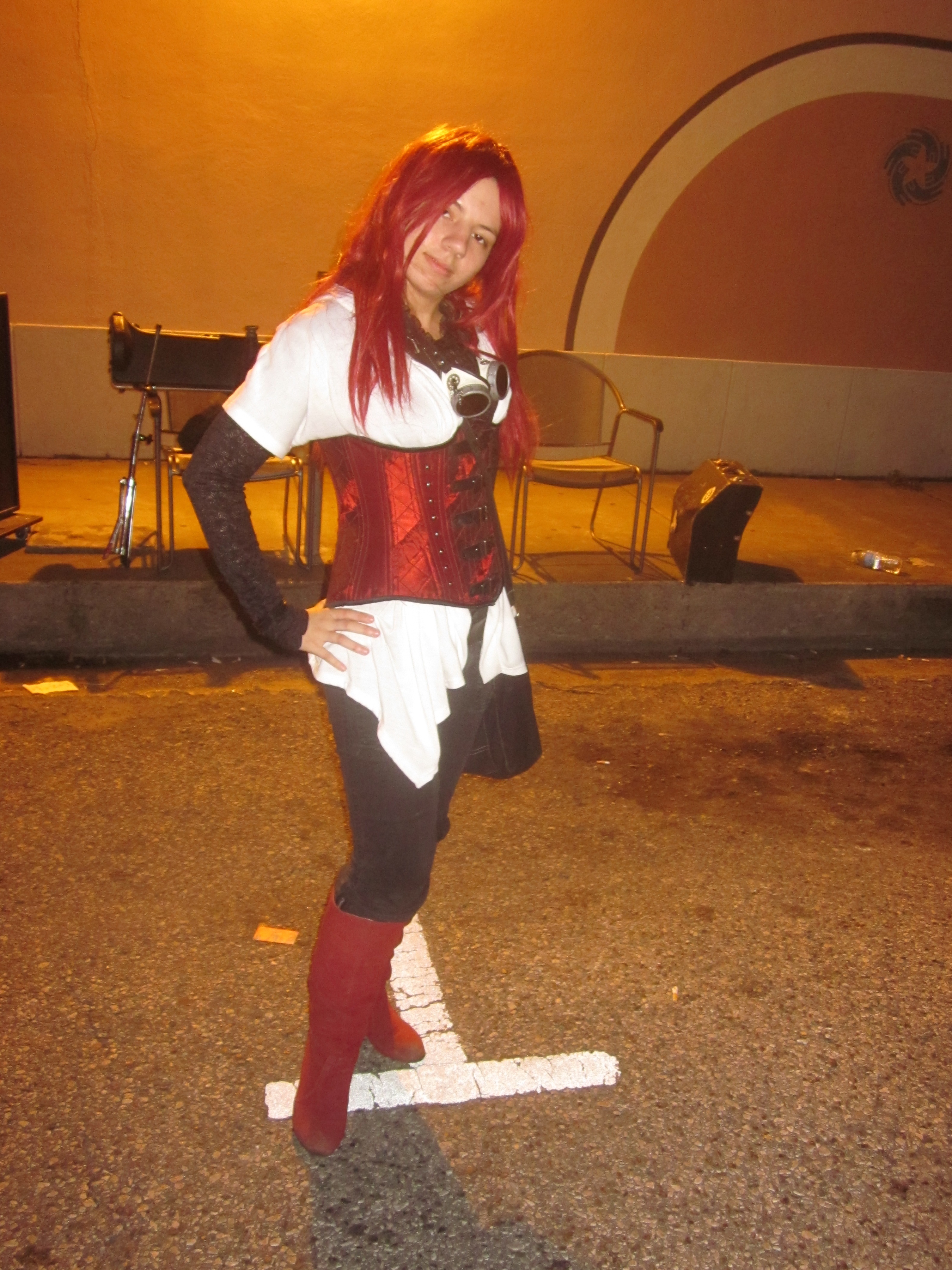
Korzet ve steampunk stylu.

Nejrozšířenějším a nejznámějším použitím korzetu je stažení těla z estetických důvodů pro dosažení módních křivek. Pro dámy je obvyklé stažení pasu, čímž zároveň dochází k zdůraznění hrudníku a boků. V některých módních obdobích se naopak korzety používaly pro dosažení rovného „válcovitého“ tvaru těla, a korzety vytvářely kolem těla nositele tento módní tvar.
Pánské korzety se používají spíše pro zeštíhlení postavy. Ovšem mezi lety 1820 a 1835 přišla móda vosích pasů i u mužů a pánské korzety stahovaly pas podobně jako dámské.
Dámské korzety se šijí v různých délkách. Vysoký korzet (overbust) zakrývá poprsí, nízký (underbust) končí pod prsy. Prodloužené korzety (longline) sahají až pod okraj pánevní kosti. Jejich výhodou je lepší opora zad, prodloužení linie trupu, případně vyrovnání linie boků. Korzety obvyklé délky končí nad pánevní kostí a nabízejí naopak větší volnost pohybu. V některých případech korzety sahají až na kolena. Dalším typem jsou korzetové pásy, které kryjí pouze oblast pasu (od spodní části hrudního koše po začátek boků). Ke korzetu mohou být připevněné podvazky, které drží punčochy. Případně se pro tuto funkci může obléknout samostatný podvazkový pás.
Korzet se používal z historického hlediska jako podpůrná spodní vrstva pod svrchní oděv, která pomáhala rozložit váhu velkých sukní s krinolínami a honzíky. Přes korzet se často nosila další vrstva, která vyhladila jeho linie a chránila vnější oděv před odíráním. Pod korzetem bývala obvykle košilka pro ochranu vlastního korzetu, protože korzety se daly jen obtížně čistit. Košilky bývaly především lněné a méně častěji pak bavlněné či hedvábné. V moderních dobách se košilky pod korzety objevují ze stejného důvodu. Příznivci extrémního stahování je navíc nosí jako ochranu před odřením od vlastního šněrování.

### Zdravotnictví
Ortopedické korzety používají lidé trpící problémy s páteří (například skoliózou) či s vnitřním zraněním. Tyto korzety znehybní a chrání trup. Známý je například případ Andyho Warhola, který musel nosit ortopedický korzet od roku 1968, kdy byl téměř smrtelně postřelen, až do své smrti.

### Fetiš
Korzety se používají i jako sexuální fetiš, obzvláště v rámci BDSM. V BDSM obléká korzet obvykle submisiv. Tento korzet bývá obvykle velmi těsně stažený a do jisté míry omezuje svého nositele. Dominant může rovněž oblékat korzet, ovšem spíše z estetických důvodů. Speciálně navržené korzety odhalující poprsí a pohlavní orgány se používají jak v BDSM, tak v konvenčním sexu.

## Stavba
Korzety se obvykle šijí z ohebného materiálu (textilu či kůže) vyztuženého kosticemi, které se všívají do tunýlků v látce či kůži. V 19. století byly oblíbeným materiálem pro výrobu kostic velrybí kosti, další historické kostice se vyráběly ze slonoviny, dřeva a rákosu a pro vytužení se ve velké míře používaly i provázky (cording). Dnes se používají nejčastěji kostice plastové (pro výrobu konfekčních živůtků, které nejsou korzety v pravém slova smyslu) a spirálové či plátové oceli (pro výrobu pevných stahovacích korzetů).
Obvyklou součástí korzetu je šněrování, které bývá (ale nemusí být) vzadu. Pevnost šněrování udává do značné míry pevnost celého korzetu. V závislosti na kýženém konečném efektu se korzety mohou šněrovat odspoda nahoru, odshora dolů, nebo shora i zdola s utažením uprostřed. V 19. století, zlatém věku korzetů, dámy i pány obvykle šněrovalo služebnictvo. Viktoriánské korzety se zapínaly vepředu korzetové háky nebo knoflíky, u volněji nošených korzetů se dalo používat pouze toto přední zapínání a zadní šněrování se používalo pouze pro úpravu tvaru korzetu (u pevněji utaženého korzetu by se zapínání mohlo bez předchozího povolení šněrování poškodit). Přední šněrování bývalo znakem níže postavených žen, které si nemohly služebnictvo dovolit.

## Nošení

### Pohodlí
Volnější šněrování nijak nepřekáží pohybu nebo tělesné aktivitě. V druhé polovině 19. století, se dokonce navrhovaly sportovní korzety, které byly vhodné pro jízdu na kole, na koni, pro hraní tenisu, a speciální těhotenské korzety.

### Redukce pasu

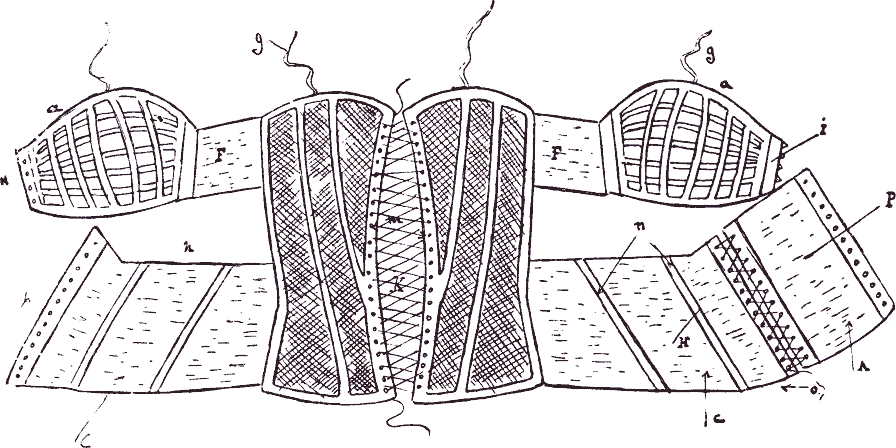
Maketa korzetu

Nošením extrémně stahovacího korzetu si muži i ženy mohou zvyknout na stažení pasu a postupně snižovat jeho skutečný obvod. Ačkoli drobnější ženy mohou dosáhnout fakticky užšího pasu, ženy s větším objemem mohou dosáhnout většího stažení v poměru ke svému skutečnému obvodu. Ideální míry se podle příznivců extrémního stahování pohybují mezi 41 a 43 centimetry. V extrémních případech může stažený člověk dýchat pouze horní polovinou plic, přičemž spodní polovina se plní hlenem. Příznaky tohoto stavu jsou mírný, ale neustálý kašel a dýchací obtíže, které se projevují vzdouvajícím se hrudníkem. Do roku 1998 držela rekord zapsaný v Guinnessově knize Ethel Grangerová se 33 centimetry v pase. V roce 1998 se kategorie změnila na „žijící člověk s nejužším pasem“ a titul tak získala Cathie Jungová s 38 centimetry. K dalším extrémním případům patřila třeba Polaire s 36 cm. Mimo tyto extrémní případy jsou korzety obvykle nošeny jako opora těla a při jejich nošení je důležité pohodlí a volnost pohybu.

## Historie

### Prehistorie
Oděvy podobné korzetům se nosily už v dobách neolitu. V této době nosily ženy okolo pasu obruče které jim zmenšovaly velikost v pase. Také se tyto ženy předháněly v tom, která nasadí obruč s menším průměrem. Korzet jako spodní prádlo má své kořeny v Itálii, ale byl představen ve Francii začátkem 16. století, kde byl ženami francouzského soudu přijat.

### 16. století
Rozšíření korzetu bývá připisováno Kateřině Medicejské, manželce Jindřicha II. Francouzského, která v 50. letech 16. století prosadila zákaz širokého pasu u dvora. Po 350 let byl šněrovaný korzet vyztužený velrybími nebo železnými kosticemi hlavním prostředkem opory ženského těla. Někteří historici našli důkazy používání korzetů ve staré Krétě. Korzety se v průběhu historie vyvíjely. Na konci 16. století se nosily živůtky s velrybími nebo rákosovými kosticemi. Střed přední části živůtku býval vyztužený dřevem, rohovinou, velrybími kostmi, železem nebo slonovinou. Obvykle se šněroval vzadu a byl původně vyhrazený vyšším vrstvám společnosti.
Ženy ho shledaly „nezbytným pro krásu ženské postavy.“ Během historie se tvar korzetu měnil a každé dekádě vytvářel jiný módní ideál. To bylo často docíleno ne těsným stahováním, ale chytře umístěnými vycpávkymi v oblasti prsou a boků. První korzety byly vyráběny z několika vrstev látky. Mezi prvními byly také korzety s kovovou konstrukcí, ale ty se uchytily pouze jako ortopedické pomůcky, nikoli jako módní doplněk. Díky oblíbenosti (a to hlavně ve Francii a Anglii) se korzety zdokonalovaly, aby ženám vyhovovaly co nejvíce, takže není divu, že jim nezpůsobovaly zdravotní problémy a téměř žádné zábrany v pohybu.

### 17.–18. století
V 17. století se do korzetů začaly schovávat zbraně pro ochranu žen. V 18. století se tvar korzetu dále vyvíjel. Začala se více používat velrybí kost a zvýšil se počet kostic. Přední část korzetu bývala nízká a široká, ale vzadu mohl korzet sahat až k ramenům. Korzety mohly být bez ramínek i s ramínky, která byla našitá k zadnímu dílu a přivazovala se vepředu. Korzet podpíral prsa, dával trupu kónický tvar a stahoval ramena dozadu. Průchodky šněrování byly zpevněné stehy a nebyly vždy dvě proti sobě (jako u pozdějších korzetů), ale střídavě tzv. spirálovité šněrování. Šněrovalo se jednou tkanicí, která byla připevněna ke spodnímu očku a přivazovala se na horním okraji. Korzety nosily dámy všech vrstev společnosti, ale nestahovaly se nijak výrazně. Tento typ korzetů vyšel z módy v 90. letech 18. století s nástupem empírové módy. Korzety se naopak staly módní pánskou záležitostí a nezbytným doplňkem dandismu. Móda pánských korzetů se udržela do poloviny 19. století a i poté, ačkoli pánové, kteří je po roce 1850 oblékali, často tvrdili, že je nosí kvůli bolesti zad.

### 19. století
Na počátku 19. století se existovaly dva typy korzetů: krátké a dlouhé, přidaly se klíny, které dodaly prostor pro hrudník, a zmenšil se počet kostic. Ve 20. letech 19. století se móda opět změnila a linie pasu se snížila do téměř přirozené výšky. Korzety se začaly šít s vycpávkami a větším počtem kostic. Korzety si některé dámy šily samy, ale přesto se z nich stal jeden z vůbec prvních masově vyráběných dámských oděvů. V roce 1839 byl vytvořen první patent na tkalcovském stavu. Trvalo ale asi padesát let, než se strojem vyráběné korzety dočkaly popularity. Počet kostic v průběhu první poloviny století opět narůstal.
S nástupem kovových průchodek přišla možnost těsnějšího šněrování. Změnila se pozice oček, takže byly umístěné vždy dvě proti sobě. Přední část korzetu byla zpevněna ocelovým zapínáním. Korzety se většinou šily světlé. V 50. a 60. letech se korzety šily o něco kratší, protože se změnil módní tvar postavy a nosily se široké sukně. Později se korzety opět prodloužily s nástupem princesového střihu.

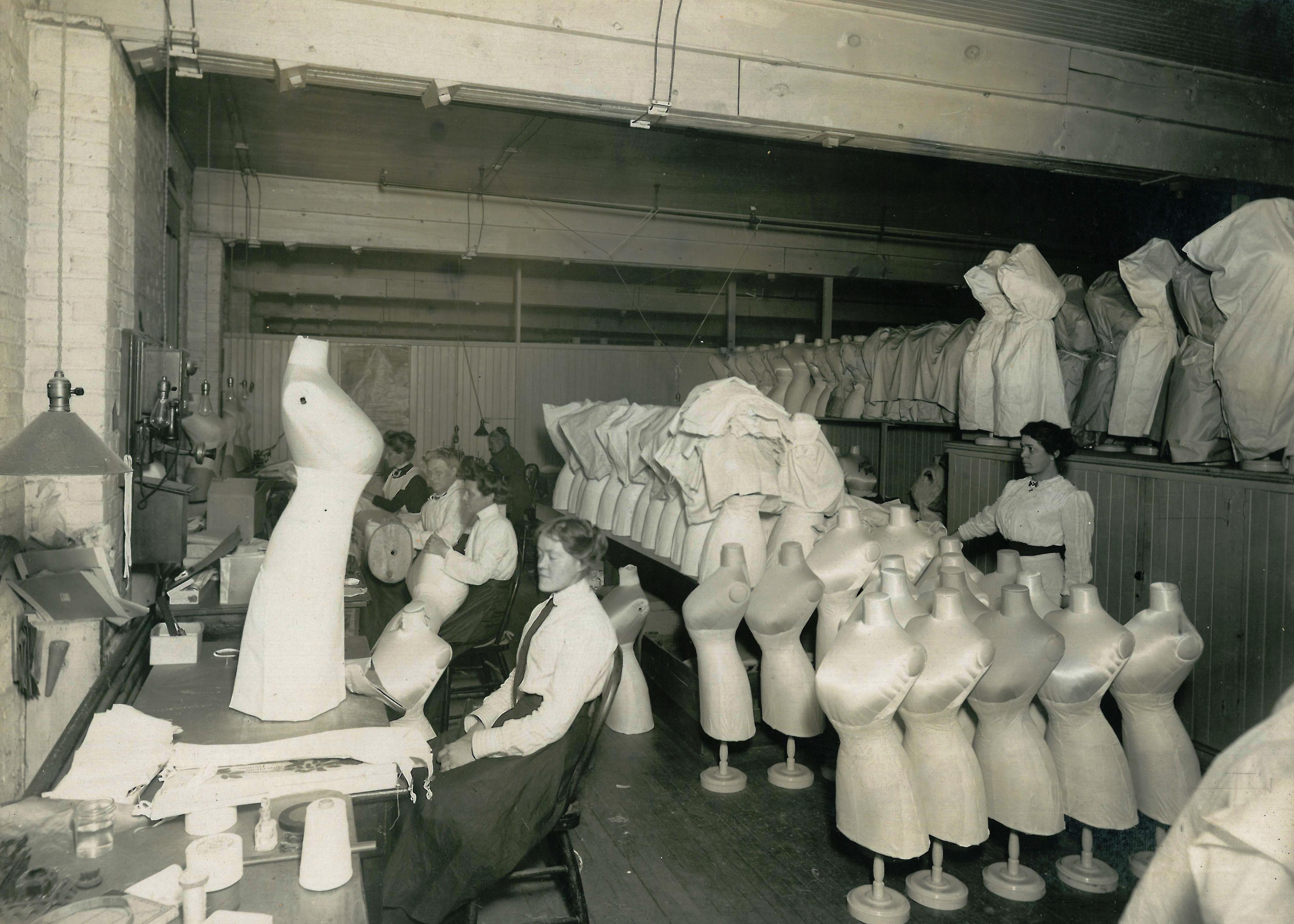
Továrna na korzety v USA, rok 1912

Teprve na konci 19. století přicházely první zprávy o škodlivosti extrémného stahování. Doktoři se přikláněli k teorii, že korzety škodí ženám a jejich zdraví a ohrožují jejich plodnost. Jako reakce na možné nebezpečí a rostoucí zájem žen o venkovní aktivity byl roku 1884 vymyšlen „zdravotní“ korzet z vlny.

### 20. století–současnost
Na přelomu století byly módní korzety rovné vepředu a výrazně klenuté vzadu. Takto prohnutá linie zad zvýrazňovala hrudník a pozadí. Tohoto tvaru se docílilo střihem korzetu, ale především vycpávkami. Počátek 20. století přinesl nejdelší korzety historie, které sahaly až na horní stehno. Tyto korzety vyšly z módy v průběhu první světové války. Éra korzetů skončila ve 20. letech 20. století, kdy je vystřídaly elastické podvazkové pásy a podprsenky. Svoje místo našly jako oblíbený doplněk v různých subkulturách (například BDSM, goth, living history nebo steampunk).
Během 20. století proběhlo několik pokusů o návrat korzetů do módního světa, z nichž se dá jmenovat například použití korzetového pásu v New Look Christiana Diora.